# Żabia Wólka
Żabia Wólka – część wsi Potworów, położona w Polsce, w województwie mazowieckim, w powiecie przysuskim, w gminie Potworów. 
Wchodzi w skład sołectwa Potworów.
W latach 1975–1998 Żabia Wólka administracyjnie należała do województwa radomskiego.